# Calliphora axata
Calliphora axata är en tvåvingeart som beskrevs av Seguy 1946. Calliphora axata ingår i släktet Calliphora och familjen spyflugor. Inga underarter finns listade i Catalogue of Life.